# Pycnonotus goiavier
El bulbul culiamarillo (Pycnonotus goiavier) es una especie de ave paseriforme de la familia Pycnonotidae propia del sudeste asiático. 

## Distribución y hábitat

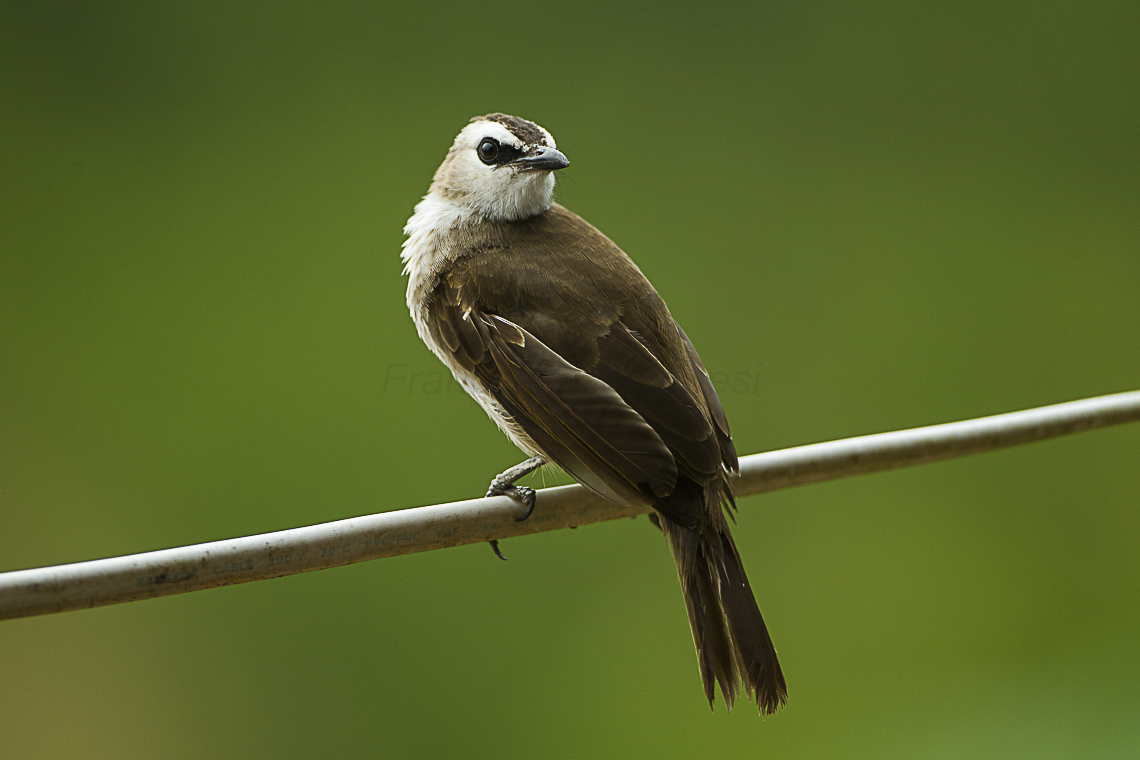
Ejemplar en Tailandia.

Habita en Indochina y la península malaya, así con en Filipinas y la mayor parte de las islas de la Sonda (Sumatra, Borneo, Java y las islas menores de la Sonda occidentales de Bali hasta Sumbawa). Se encuentra en gran variedad de hábitats abiertos, pero no en los bosques densos. Es uno de los pájaros más comunes en las zonas cultivadas de la región. Suele ser nómada, y se desplaza de lugar en lugar regularmente.

## Taxonomía
Fue descrito científicamente por el naturalista italiano Giovanni Antonio Scopoli en 1786 como Muscicapa goiavier. Posteriormente fue trasladado al género Pycnonotus.
Se reconoce seis subespecies:
- P. g. jambu - Deignan, 1955: Se extiende desde el sur de Birmania al sur de Indochina;
- P. g. analis - (Horsfield, 1821): Se encuentra en la península malaya, Sumatra y las islas cercanas de Java, Bali, Lombok y Sumbawa
- P. g. gourdini - Gray, GR, 1847: Ocupa Borneo, Maratua y las islas Karimunjava;
- P. g. goiavier - (Scopoli, 1786): está presente en el norte de Filipinas;
- P. g. samarensis - Rand & Rabor, 1960: se localiza en el centro de las Filipinas;
- P. g. suluensis - Mearns, 1909: se encuentra en el sur de Filipinas.

## Comportamiento y ecología
El bulbul culiamarillo construyen un nido en forma de cuenco profundo con ramitas, hierbas y hojas. Su nido parece desordenado por fuera pero su interior esta cuidadosamente forrado con fibras vegetales. Sitúa su nido en una gran variedad de lugares desde arbustos hasta árboles altos. Es una especie adaptable a los humanos y puede anidar incluso en los jardines. Pone de dos a cinco huevos de febrero a junio.
Los bulbules culiamarillos se alimentan principalmente de frutos, y también comen algunos insectos, brotes y néctar.